# カスト猛度試験

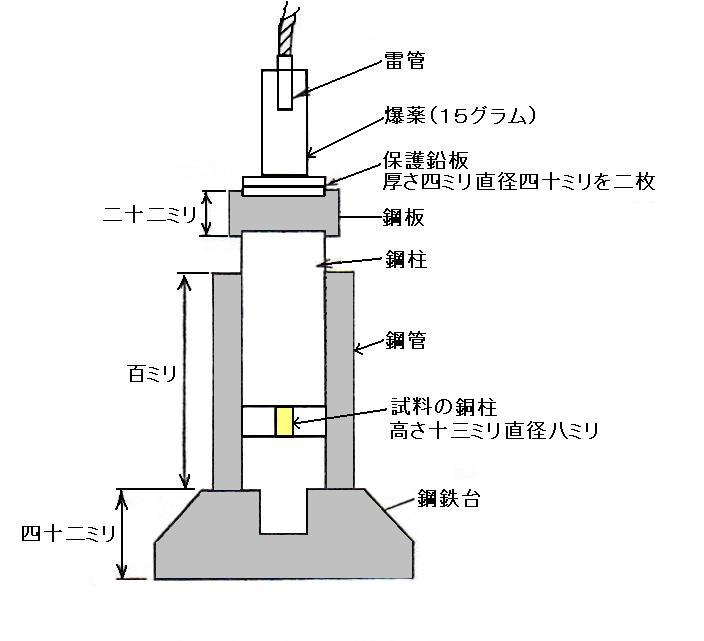
カスト猛度試験

カスト猛度試験（カストもうどしけん、kast brisance test）は、破壊効果を表す猛度を測定する試験法の1つである。
主に火薬の破壊効果と推進効果を測定するために行われる。
銃弾の薬莢に装填された火薬のカスト猛度を測定する目的で作られた専用の測定装置として検圧銃と呼ばれる物がある。検圧銃によって測定された猛度は銃が必要とする強度を算定するための重要な指標となる。

## 測定方法
試料15gを直径21ミリの円柱に成形し、爆発させた後の銅柱の変形量を既知の水圧変形量と比較して威力を測定する。
銅柱は直径8ミリ高さ13ミリの物を使用する。